# Seiya Asami
Seiya Asami (en japonais 浅海聖哉), né le 28 octobre 2002, est un escrimeur japonais qui pratique l'épée. Il a remporté le titre par équipes aux championnats du monde d'escrime 2025.

## Carrière
Il remporte la médaille de bronze en individuel aux championnats du monde cadet en 2018 à Vérone. La même année, il participe aux Jeux olympiques de la jeunesse en individuel et dans l'équipe mixte Asie-Océanie 2.
Il décroche ses premiers titres internationaux en 2025, d'abord en Coupe du monde en remportant le challenge Monal avec l'équipe du Japon, puis en décrochant le titre par équipes aux championnats d'Asie puis aux championnats du monde. Il s'impose également par équipes lors des Universiade.

## Palmarès
- Championnats du monde d'escrime
  -  Médaille d'or par équipes aux championnats du monde 2025 à Tbilissi

- Championnats d'Asie d'escrime
  -  Médaille d'or par équipes aux championnats d'Asie 2025 à Bali

## Liens et références
- Ressource relative au sport :   - Olympedia

1. ↑  (en) « Fencing: Japan wins 1st world men's epee team title » , sur Kyodo News, 31 juillet 2025 (consulté le 5 août 2025).
2. ↑  (ja) « 【フェンシング】FISUワールドユニバーシティゲームズ（2025/ライン・ルール）男子エペ団体で金メダル獲得！ » , sur prtimes.jp,‎ 24 juillet 2025 (consulté le 5 août 2025).